# Centre of Excellence (NATO)
Als Centre of Excellence (COE) wird im Rahmen der NATO eine nationale oder multinationale militärische Dienststelle bezeichnet, die durch das Allied Command Transformation offiziell als streitkräftegemeinsames Kompetenzzentrum für ein Schwerpunktthema anerkannt wurde.

## Aufgabe
Aufgaben der COE sind die Unterstützung des Allied Command Operations (ACO) und des Allied Command Transformation (ACT) durch Grundlagenarbeit, Weiterentwicklung und Erprobung bzw. Überprüfung von Konzepten. Sie stellen Fachexpertise zur Beratung und bieten darüber hinaus Aus- und Weiterbildungen für Führungspersonal und Spezialisten von NATO-Nationen und deren Partnern an. Durch Konferenzen, Tagungen und Veröffentlichungen dienen sie als Kommunikationsplattformen.

## Organisation
Die Centres of Excellence sind nicht Bestandteil der NATO-Kommandostruktur. Gleichwohl haben sie an der völkerrechtlichen Rechtspersönlichkeit der NATO teil, sobald sie offiziell vom Nordatlantikrat anerkannt werden. Dem geht eine Prüfung durch das Allied Command Transformation (ACT), die zu einer Empfehlung hinsichtlich der durch den NATO-Militärausschuss erfolgenden Akkreditierung führt, voraus. ACT koordiniert auch die Aktivitäten der Centres of Excellence.
Die Finanzierung erfolgt durch die jeweils beteiligten Nationen.

## COE der NATO
Derzeit bestehen 24 offiziell anerkannte COE:
| Offizielle Bezeichnung                                                          | Standort       | Land                           | Schwerpunktthema |
| ------------------------------------------------------------------------------- | -------------- | ------------------------------ | --- |
| Center for Analysis & Simulation for the Preparation of Air Operations (CASPOA) | Lyon           | Frankreich                     | Führung von Luftstreitkräften |
| Civil-Military Cooperation (CCOE, CIMIC-COE)                                    | Den Haag       | Niederlande                    | Zivil-Militärische Zusammenarbeit (ZMZ) |
| Cold Weather Operations (CWO COE)                                               | Bodø           | Norwegen                       | Operationen unter extremen Kältebedingungen |
| Combined Joint Operations from the Sea (CJOS COE)                               | Norfolk        | Vereinigte Staaten von Amerika | Seekriegführung |
| Command and Control (C2 COE)                                                    | Utrecht        | Niederlande                    | Führung von Streitkräften |
| Cooperative Cyber Defense (CCD COE)                                             | Tallinn        | Estland                        | Verteidigung des Cyberspace |
| Counter Improvised Explosive Devices (C-IED COE)                                | Madrid         | Spanien                        | Kampf gegen unkonventionelle Spreng- und Brandvorrichtungen |
| Counter Intelligence (CI COE)                                                   | Krakau         | Polen                          | Spionageabwehr und Interoperabilität |
| Crisis Management and Disaster Response (CMDR COE)                              | Sofia          | Bulgarien                      | Krisenmanagement und Katastrophenschutz |
| Defense Against Terrorism (DAT COE)                                             | Ankara         | Türkei                         | Terrorismusbekämpfung |
| Energy Security (ENSEC COE)                                                     | Vilnius        | Litauen                        | Energiesicherheit |
| Explosive Ordnance Disposal (EOD COE)                                           | Trenčín        | Slowakei                       | Kampfmittelabwehr |
| Human Intelligence (HUMINT COE)                                                 | Oradea         | Rumänien                       | Human Intelligence |
| Joint Air Power Competence Centre (JAPCC)                                       | Kalkar         | Deutschland                    | Nutzung des Luft- und Weltraums |
| Joint Chemical, Biological, Radiological, & Nuclear Defence (JCBRND COE)        | Vyškov         | Tschechien                     | ABC-Abwehr |
| Military Engineering (MILENG COE)                                               | Ingolstadt     | Deutschland                    | Pionierwesen |
| Military Medicine (MILMED COE)                                                  | Budapest       | Ungarn                         | Wehrmedizin, Sanitätsdienst |
| NATO Military Police Centre of Excellence (MP COE)                              | Bydgoszcz      | Polen                          | Militärpolizei |
| Modelling and Simulation (M&S COE)                                              | Rom            | Italien                        | Modellbildung und Simulation |
| Mountain Warfare (MW COE)                                                       | Bohinjska Bela | Slowenien                      | Kampf in schwierigem Gelände und im Gebirge |
| Naval Mine Warefare (NMW COE)                                                   | Oostende       | Belgien                        | Minenkriegsführung, Seeminenabwehr |
| Confined and Shallow Waters (CSW COE)                                           | Kiel           | Deutschland                    | Operationen in engen und flachen Gewässern |
| Stability Policing (SP COE)                                                     | Vicenza        | Italien                        | Stabilisierung und Wiederaufbau |
| Strategic Communications (STRATCOM COE)                                         | Riga           | Lettland                       | Strategische Kommunikation mit verschiedene Disziplinen: Öffentliche Diplomatie, Öffentliche Angelegenheiten, Militärisch-öffentliche Angelegenheiten, informations- und psychologische Operationen |